# العلاقات الألمانية السنغافورية
العلاقات الألمانية السنغافورية هي العلاقات الثنائية التي تجمع بين ألمانيا وسنغافورة.

## مقارنة بين البلدين
هذه مقارنة عامة ومرجعية للدولتين:
| وجه المقارنة                                              | ألمانيا                                                                              | سنغافورة                                                             |
| --------------------------------------------------------- | ------------------------------------------------------------------------------------ | -------------------------------------------------------------------- |
| المساحة (كم2)                                             | 357.41 ألف                                                                           | 719                                                                  |
| عدد السكان (نسمة)                                         | 81.29 مليون                                                                          | 5.89 مليون                                                           |
| الكثافة السكانية (ن./كم²)                                 | 227.44                                                                               | 819.19 ألف                                                           |
| العاصمة                                                   | بون، برلين                                                                           | سنغافورة                                                             |
| اللغة الرسمية                                             | اللغة الألمانية                                                                      | لغة إنجليزية، اللغة الملايو، اللغة الصينية القياسية، اللغة التاميلية |
| العملة                                                    | يورو، مارك ألماني                                                                    | دولار سنغافوري                                                       |
| الناتج المحلي الإجمالي (بليون دولار)                      | 3.68 تريليون                                                                         | 323.91 مليار                                                         |
| الناتج المحلي الإجمالي (تعادل القوة الشرائية) بليون دولار | 3.92 تريليون                                                                         | 472.59 مليار                                                         |
| الناتج المحلي الإجمالي الاسمي للفرد دولار أمريكي          | 41.31 ألف                                                                            | 52.89 ألف                                                            |
| الناتج المحلي الإجمالي للفرد دولار أمريكي                 | 46.40 ألف                                                                            | 82.76 ألف                                                            |
| مؤشر التنمية البشرية                                      | 0.926                                                                                | 0.925                                                                |
| رمز المكالمات الدولي                                      | +49                                                                                  | +65                                                                  |
| رمز الإنترنت                                              | .de                                                                                  | .sg                                                                  |
| المنطقة الزمنية                                           | توقيت وسط أوروبا، ت ع م+01:00، ت ع م+02:00، توقيت أوروبا الوسطى المعياري (ت غ م +1) ‏ | ت ع م+08:00، توقيت سنغافورة المنسق ‏                                  |

## منظمات دولية مشتركة
يشترك البلدان في عضوية مجموعة من المنظمات الدولية، منها:
| علم المنظمة | اسم المنظمة                               | تاريخ انضمام ألمانيا | تاريخ انضمام سنغافورة |
| ----------- | ----------------------------------------- | -------------------- | --------------------- |
|             | مؤسسة التمويل الدولية                     | 20 يوليو 1956        | 4 سبتمبر 1968         |
|             | منظمة حظر الأسلحة الكيميائية              | 29 أبريل 1997        | ?                     |
|             | يونسكو                                    | 11 يوليو 1951        | 8 أكتوبر 2007         |
|             | الاتحاد الدولي للاتصالات                  | 1866                 | 22 أكتوبر 1965        |
|             | الأمم المتحدة                             | 18 سبتمبر 1973       | 21 سبتمبر 1965        |
|             | منظمة الشرطة الجنائية الدولية             | ?                    | ?                     |
|             | البنك الدولي للإنشاء والتعمير             | 14 أغسطس 1952        | 3 أغسطس 1966          |
|             | الاتحاد البريدي العالمي                   | 1 يوليو 1875         | ?                     |
|             | مؤسسة التنمية الدولية                     | 24 سبتمبر 1960       | 27 سبتمبر 2002        |
|             | منظمة التجارة العالمية                    | ?                    | ?                     |
|             | المنظمة الهيدروغرافية الدولية             | ?                    | ?                     |
|             | بنك التنمية الآسيوي                       | 1966                 | 1966                  |
|             | المركز الدولي لتسوية المنازعات الاستشارية | 18 مايو 1969         | 13 نوفمبر 1968        |
|             | وكالة ضمان الاستثمار متعدد الأطراف        | 12 أبريل 1988        | 24 فبراير 1998        |

## أعلام
هذه قائمة لبعض الشخصيات التي تربطها علاقات بالبلدين:
- إدموند دبليو. باركر (سياسي سنغافوري، 1 ديسمبر 1920 – 12 أبريل 2001)
- دينيسي كيلر (24 مارس 1982 – )
- ليون وليامز (30 يوليو 1976 – )

## وصلات خارجية
- موقع وزارة الخارجية الألمانية
- موقع وزارة الخارجية السنغافورية